# Benoît Trémoulinas
Benoît Trémoulinas (pronunciació francesa: [bənwa tʁemulinas]; nascut el 28 de desembre de 1985) és un futbolista professional francès que juga com a lateral esquerre.
Va començar la seva carrera al FC Girondins de Bordeus, on hi va jugar 200 partits entre totes les competicions. Posteriorment va marxar al FC Dinamo de Kíev i més tard al Sevilla FC, amb el qual va guanyar la Lliga Europa de la UEFA la temporada 2014-15.
L'11 d'agost de 2015 va jugar, com a titular, al partit de la Supercopa d'Europa 2015, a Tbilisi, en què el Sevilla va perdre contra el FC Barcelona per 4 a 5.

## Palmarès
Sevilla
- Lliga Europa de la UEFA: 2014–15,[2] 2015–16[3]